# Геита (область)
Геита (англ. Geita) — одна из 30 областей Танзании. Имеет площадь — 20 054 км², по переписи на август 2012 года её население составило 1 739 530 человек. Административным центром области является город Геита.
Расположена на северо-западе Танзании. Граничит с озером Виктория на севере, областями Мванза на северо-востоке, Шиньянга на юго-востоке, Табора на юге, Кигома и Кагера на западе.

## История
Область создана в марте 2012 года из районов областей Шиньянга, Мванза и Кагера.

## Административное деление
Область подразделяется на 5 округов:
|           | Букомбе   | 224,542 |
| Чато      | 365,127   |         |
| Геита     | 807,619   |         |
| Мбоджи    | 193,922   |         |
| Ньянгвале | 148,320   |         |
| Всего     | 1,739,530 |         |

## Население
Население области, в основном, принадлежит к этнической группе народов банту, басукума и сумбва. В 2012 году 59 процентов населения были грамотными. Уровень грамотности среди людей старше 5 лет был на 63 процента выше у мужчин, чем у женщин, из которых только 55 процентов умели читать и писать. Уровень грамотности в городах составлял 77 процентов, что было значительно выше среднего.

## Экономика и инфраструктура
Важнейшая отрасль экономики — сельское хозяйство, им занимаются восемьдесят процентов домохозяйств. Выращивают хлопок и кукурузу, а также рис, сладкий картофель, просо и арахис, разводят крупный рогатый скот.
Геита — один из самых богатых золотом регионов Танзании. Золото здесь добывают открытым способом с 1932 года. На золотом руднике Геита в 2007 году было добыто 327 000 унций золота.
Около 14 процентов площади — 2710 км² покрыто лесами.
По данным 2012 года на озере Виктория 8000 рыбаков выловили за год 2000 т рыбы.

## Транспорт
Две дороги с твёрдым покрытием проходят через область с востока на запад: дорога Т3 (от Кахамы до границы с Руандой) проходит через юг региона, а дорога Т4 (от Мванзы до Букобы) проходит через север области.

## Достопримечательности
- Национальный парк Рубондо-Айленд.